# Le Vieux Chalet
Le Vieux Chalet est une chanson suisse écrite en 1911 par l'abbé Joseph Bovet.
Selon l'historien local Gaston Castella, la dernière strophe de la chanson dans laquelle un certain « Jean » reconstruit le chalet « plus beau qu'avant » ferait référence au Conseiller fédéral Jean-Marie Musy, également gruyérien et contemporain de l'auteur. Cette thèse est toutefois démentie par Patrice Borcard, historien et auteur d'une biographie de l'abbé Bovet. Le livre d'école Chanson Vole propose que cette strophe ait été inspirée à l'auteur par un vieil armailli gruyérien : « Monsieur l'abbé, chez nous, quand un chalet est détruit, on le reconstruit ! ». 
Cette chanson a été traduite en seize langues dont le chinois et le japonais. 
Patrice Borcard note par ailleurs la valeur symbolique des paroles du chant durant la Seconde Guerre mondiale qui voit le chant adopté, en France, à la fois par la Résistance et par la Collaboration.

## Paroles
Là-haut sur la montagne, l'était un vieux chalet.

Murs blancs, toit de bardeaux,

Devant la porte un vieux bouleau.

Là-haut sur la montagne, l'était un vieux chalet.

Là-haut sur la montagne, croula le vieux chalet.

La neige et les rochers

S'étaient unis pour l'arracher

Là-haut sur la montagne, croula le vieux chalet.

Là-haut sur la montagne, quand Jean vint au chalet,

Pleura de tout son cœur

Sur les débris de son bonheur.

Là-haut sur la montagne, quand Jean vint au chalet.

Là-haut sur la montagne, l'est un nouveau chalet,

Car Jean d'un cœur vaillant

L'a rebâti plus beau qu'avant.

Là-haut sur la montagne, l'est un nouveau chalet.